# Parque nacional Arroyo Reliance
El Parque Nacional Arroyo Reliance (Reliance Creek National Park) es un parque nacional en Queensland (Australia), ubicado a 818 km al noroeste de Brisbane.

## Datos
- Área: 0,14 km²
- Coordenadas: 21°02′52″S 149°05′59″E / -21.04778, 149.09972
- Fecha de Creación: 1980
- Administración: Servicio para la Vida Salvaje de Queensland
- Categoría IUCN: II